# Roch-Brault
Die Société Française d’Automobile Roch-Brault & Cie war ein französischer Hersteller von Automobilen.

## Unternehmensgeschichte
Maurice Roch-Brault gründete 1898 das Unternehmen in Paris in der Rue Saint-Ferdinand Nr. 50 und begann mit der Produktion von Automobilen. Gabriel Malliary, der später Malliary leitete, stand ihm zur Seite. Der Markenname lautete Roche-Brault. 1899 oder 1902 endete die Produktion. Es entstanden nur wenige Exemplare.

## Fahrzeuge
Im Angebot stand nur ein Modell. Ein Zweizylindermotor mit 8 PS Leistung trieb die Fahrzeuge an. Automobiles Vincke aus Belgien übernahm das Konzept.